# Багрянцева, Елизавета Петровна
Елизавета Петровна Багрянцева, в замужестве — Верхошанская (27 августа 1920 — 24 января 1996) — советская метательница диска, призёр Олимпийских игр. Заслуженный мастер спорта СССР.

## Биография
Родилась в посёлке Усолье Иркутской области.
По окончании семи классов уехала в Новосибирск, где окончила техникум физкультуры. Вскоре переехала в Иркутск. В 1938—1941 гг. — учащаяся ремесленного училища № 1 в Иркутске, а в 1942—1945 гг. — старший инструктор по физвоспитанию в этом училище.
После войны Багрянцева активно участвовала во всех спортивных мероприятиях в Иркутске и области, но специализировалась в метании диска. В остром противоборстве с сильной соперницей Валентиной Бессараб она довела областной рекорд до 36 метров 9 сантиметров. С 1946 по 1949 годы она регулярно побеждала в соревнованиях на первенстве Сибири и Дальнего Востока. Была Елизавета на виду и на первенствах РСФСР, войдя в четверку лучших.
Успешные выступления Багрянцевой стали заметны тренерам сборной СССР и незадолго до Олимпийских игр была приглашена в Москву, где в составе сборной команды страны прошла подготовку к ответственному старту.
На Олимпийских играх 1952 года в Хельсинки завоевала серебряную медаль в метании диска, в лучшей попытке послав снаряд на 47 метров и 8 сантиметров.
Вышла замуж за студента Московского института физкультуры Юрия Верхошанского (бракосочетание произошло в день выступления жениха на первенстве РСФСР по лёгкой атлетике, в промежутке между утренними квалификационными и вечерними финальными соревнованиями в прыжках с шестом) — будущего известного учёного и тренера.